# Sikorsky S-62
Le Sikorsky S-62 est un hélicoptère de sauvetage et de transport militaire construit aux États-Unis durant les années 1960. De par sa forme et son allure générale il est fréquemment considéré comme un Sea King de poche. Il fut le premier hélicoptère mû par une seule turbine construit en série par Sikorsky.

## Histoire
Les origines du S-62 remontent à la fin des années 1950 lorsque l'US Coast Guard annonça qu'elle recherchait un nouvel hélicoptère de sauvetage ayant des capacités à opérer depuis les plateformes de ses brise-glaces comme le "Mackinaw". À cette époque les garde-côtes américains volaient sur Sikorsky HO4S-3G mais cet appareil ne leur sembla jamais vraiment adapté. C'est pourquoi Sikorsky leur développa spécifiquement un hélicoptère.
Les premières ébauches qui quittèrent la planche à dessin rappelait vraiment fortement le S-61. Les travaux de développement se firent grâce à l'accompagnement permanent de la Federal Aviation Administration, l'aviation civile des États-Unis. En effet celle-ci voulait garantir que l'hélicoptère puisse également voler dans le domaine civil.
Finalement quand l'appareil sortit des ateliers pour son premier vol il sembla ressembler fortement à un hydravion de par sa coque à redent. La garde-côtière des États-Unis fit l'acquisition de 99 exemplaires, ce qui représentait alors la plus grosse commande d'hélicoptères pour ce corps.
Dès la fin de l'année 1960 l'US Coast Guard lui attribua la désignation de HU2S-1G et le nom de baptême de Seaguard, (en Français le gardien des mers). En septembre 1962 lorsque les différentes composantes militaires américaines réalignèrent leurs désignations les HU2S-1G devinrent des HH-52A, la désignation qu'ils allaient porter jusqu'à la fin de leur carrière opérationnelle. Il a ensuite laissé la place à l'Aérospatiale HH-65A Dolphin français. Les Philippins furent les derniers à retirer du service leurs S-62, en 1993.

## Aspects techniques
Le Sikorsky S-62 se présente sous la forme d'un hélicoptère monoturbine construit intégralement en métal disposant d'un train d'atterrissage tricycle fixe dont les deux roues principales sont rattachées aux logements des flotteurs. Le cockpit biplace côte à côte accueille le pilote et le copilote, tandis qu'un troisième membre d'équipage actionne le treuil mécanique. La cabine permet l'accueil des deux plongeurs sauveteurs, d'un médecin, et jusqu'à cinq naufragés. En mission de transport il accueille douze passagers sur des sièges ou quatorze fantassins équipés et armés. Dans cette dernière configuration il est proche de la capacité du Bell UH-1H Iroquois.
Le S-62 n'a jamais été gréé initialement pour l'emport d'armement.
Une licence de production pour 22 exemplaires a été cédée à Mitsubishi.

## Versions
- S-62 : Désignation attribuée au prototype de l'appareil[5].
- S-62A : Désignation attribuée à la version de série initiale.
- S-62B : Désignation attribuée à une version améliorée dotée d'une avionique commune avec le Sikorsky S-58.
- S-62C : Désignation attribuée au HU2S-1G.
- (M)S-62J : Désignation attribuée aux S-62A construits sous licence au Japon.

## Utilisateurs
- Islande
  - Landhelgisgæslan
- Inde
  - Indian Coast Guard
- Japon
  - Kōkū Jieitai
  - Kaijō Jieitai
  - Kaijō Hoan-Chō
- Philippines
  - Philippine Air Force
  - Philippine Coast Guard
- Thaïlande
  - Royal Thai Air Force
- États-Unis
  - United States Coast Guard

## Préservation du patrimoine

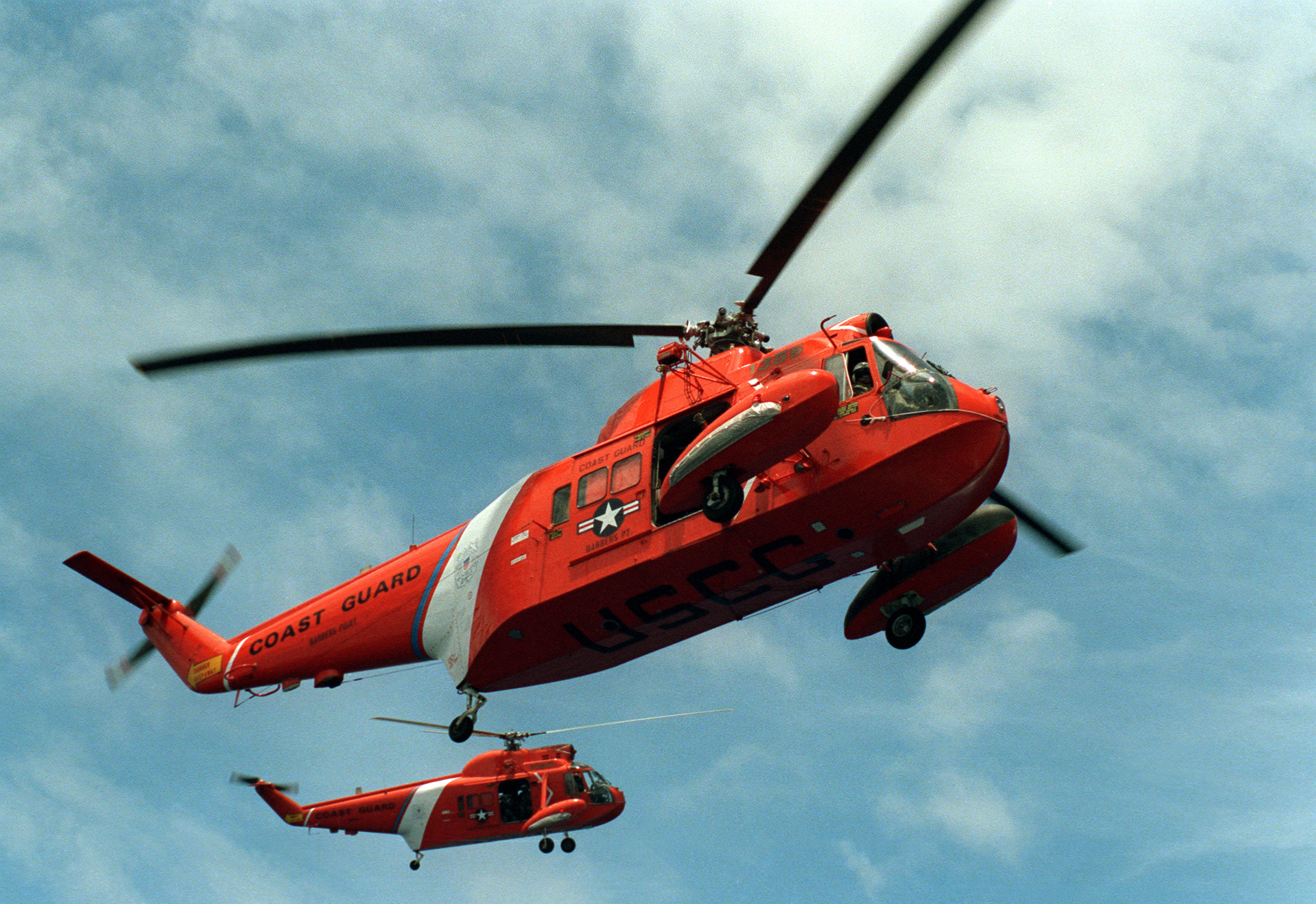
HH-52A de conserves en 1987

Au XXIe siècle plusieurs S-62, principalement des HH-52 Seaguard, sont préservés dans des musées ou des collections privées :
- L'American Helicopter Museum, à West Chester aux États-Unis.
- L'Aviation Hall of Fame & Museum of New Jersey, sur l'aéroport de Newark aux États-Unis.
- L'Intrepid Sea-Air-Space Museum à New York aux États-Unis.
- Le Pima Air and Space Museum à Tucson aux États-Unis.
- Le Mid-Atlantic Air Museum, à Reading aux États-Unis.
- Le National Museum of Naval Aviation, sur la base aéronavale de Pensacola aux États-Unis.
- Le Selfridge Military Air Museum à Harrison Township aux États-Unis.
- Le New England Air Museum à Windsor Locks aux États-Unis.
- L'USS Alabama Battleship Memorial Park à Mobile aux États-Unis.

## Photos

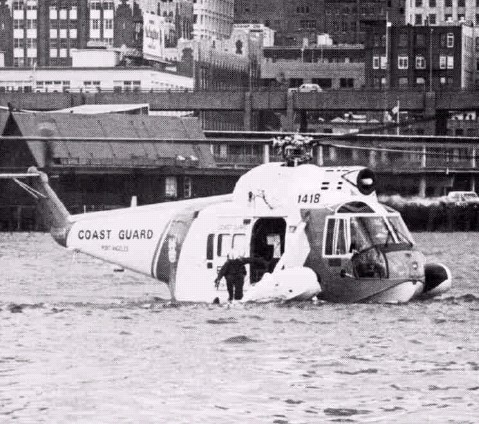
HH-52A à Port Angeles.
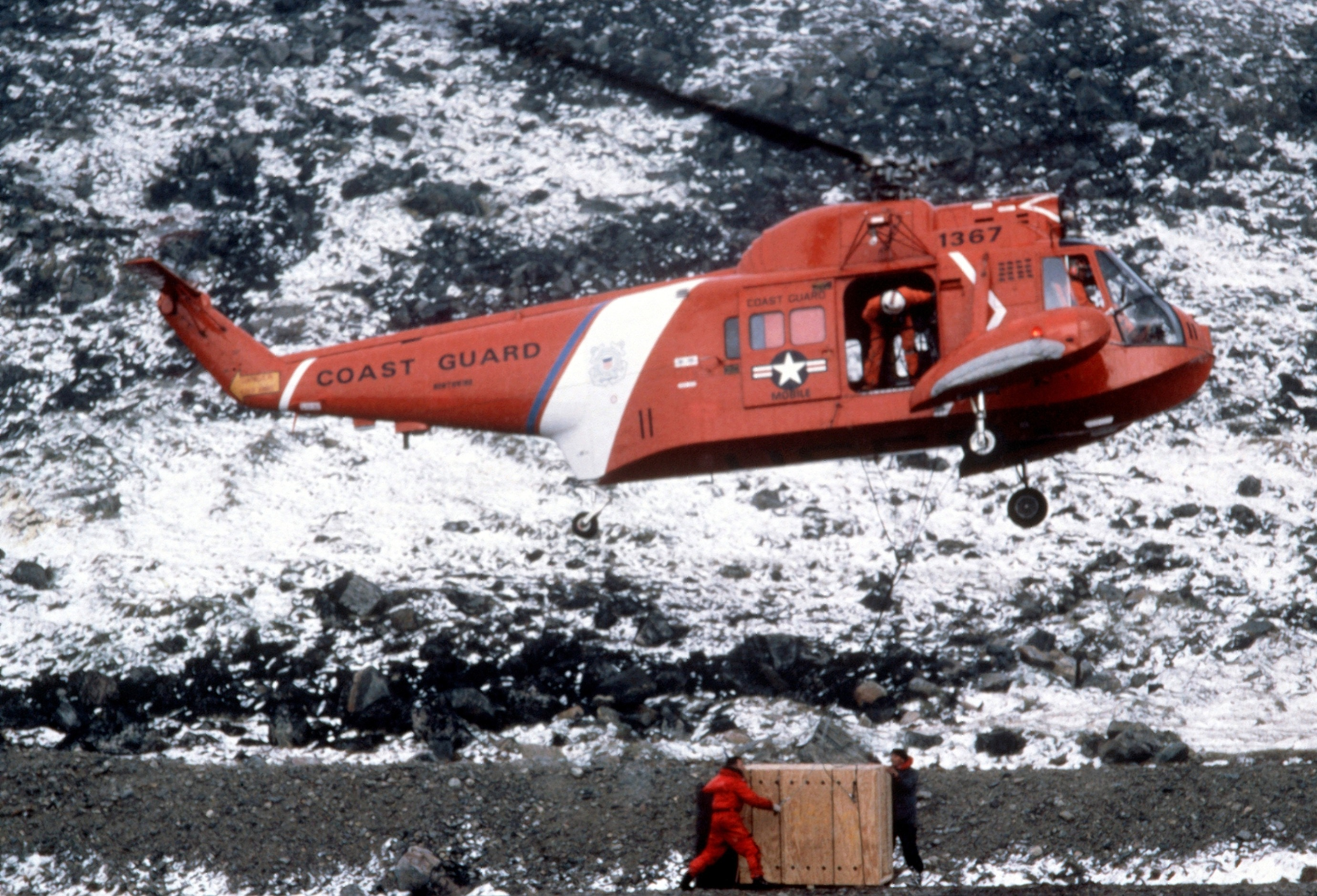
Seaguard en 1986.
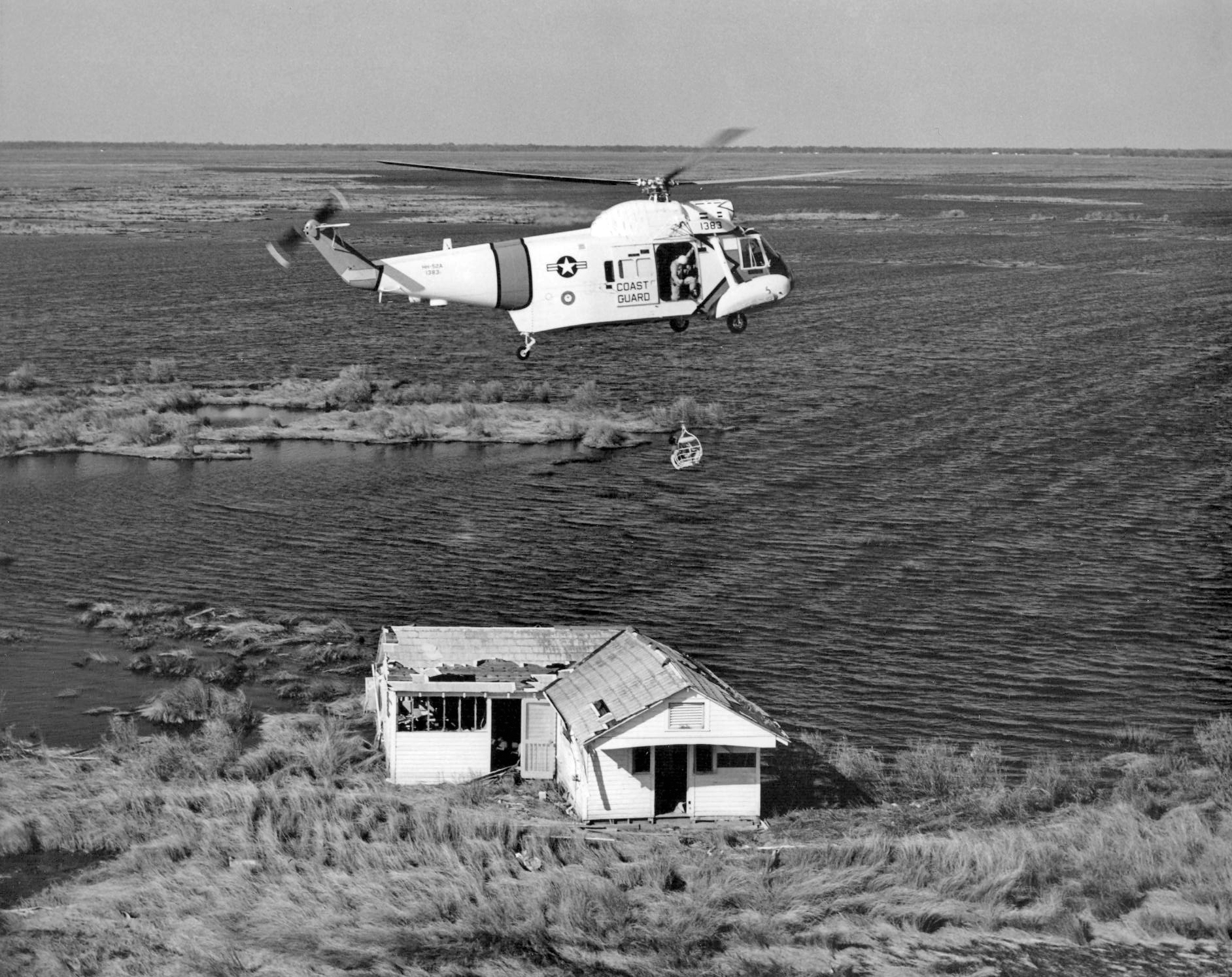
HH-52A en 1965.
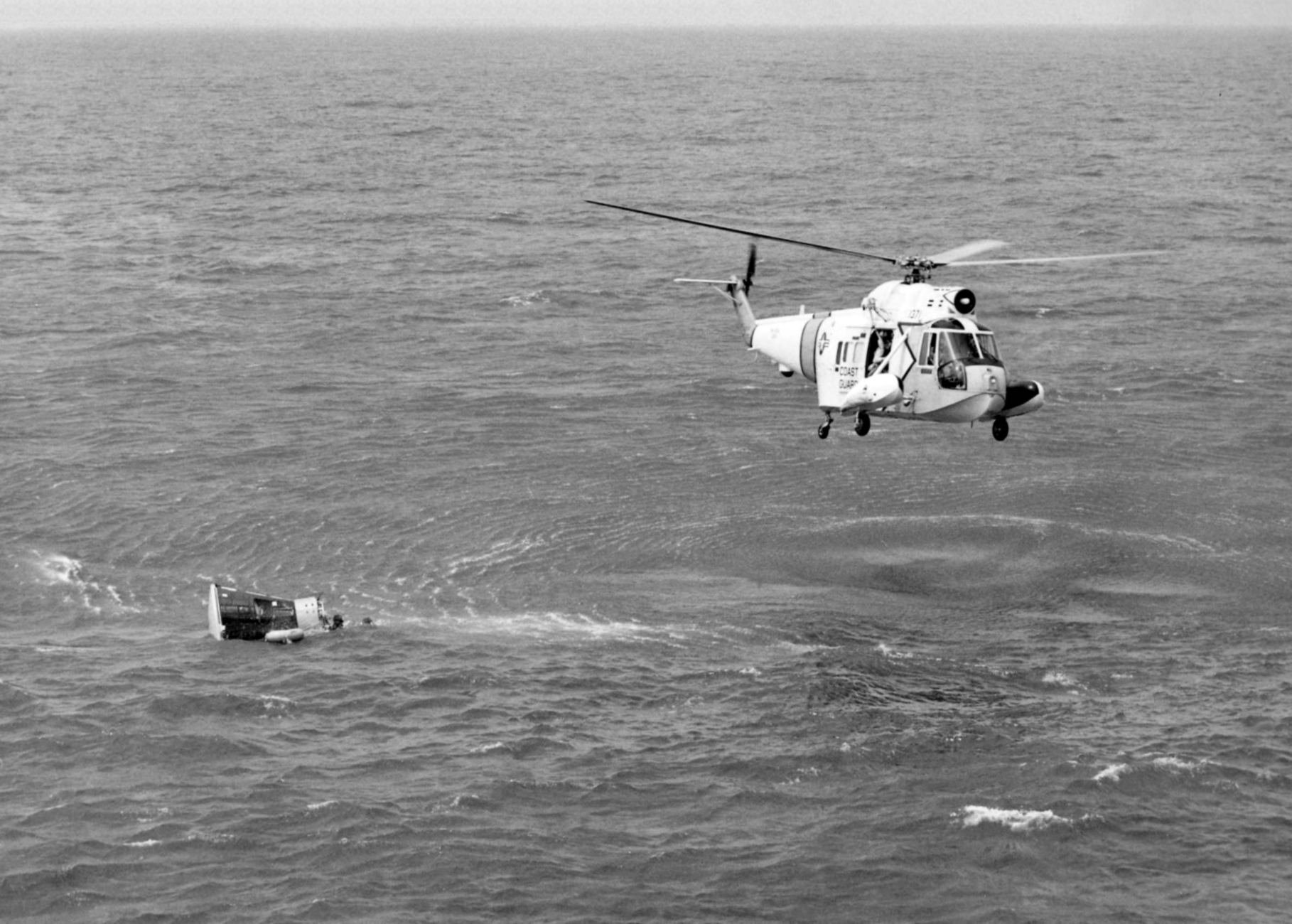
Seaguard au service de la NASA.
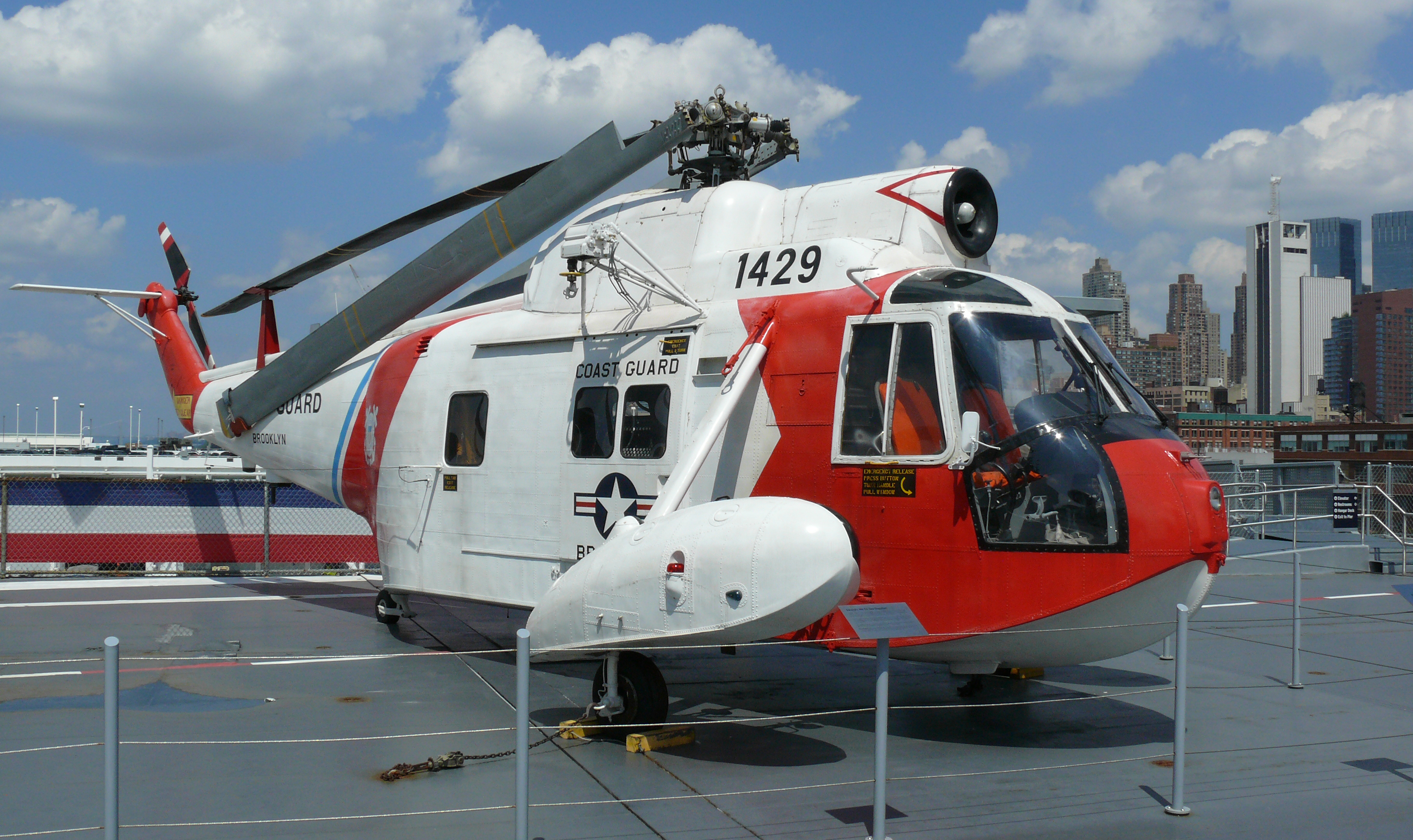
Seaguard sur le pont du porte-avions musée Intrepid.